# Ореховская (шахта)
Ша́хта «Оре́ховская» — угледобывающее предприятие в городе Молодогвардейск, Краснодонского городского совета Луганской области (ЛНР), входит в ГХК «Краснодонуголь». Официальное название ГОАО «Шахта „Ореховская“».  Открыта в 1954 году.

## Характеристики
В 2003 году добыто 907 тысяч тонн угля.
Максимальная глубина 532 м (1990—1999). Протяжённость подземных выработок 53,7/41,6 км (1990—1999). В 1990—1999 разрабатывала пласты k2н мощностью 1,8—2,2 м и і3' мощностью 1,28—1,32 м. Шахтное поле вскрыто 2 стволами.
Шахта сверхкатегорийная по выделениям метана, опасна взрывами угольной пыли. Работают лавы, оснащённые механизированными креплениями ДМ и комбайном 1К-101УД.
Количество очистных забоев 3/2, подготовительных 6/5 (1990—1999). Количество работающих: 1594/1972 человек, в том числе под землёй 1085/1387 человек (1990—1999).

## Адрес
94415, г. Молодогвардейск, ЛНР.
В марте 2010 года начались работы по гашению и переформированию породного отвала (террикона) на шахте «Ореховская» ОАО «Краснодонуголь». Согласно проекту отвал будет переформирован и снижен до 50 м. Данные работы проводятся для снижения выбросов загрязняющих веществ.

## История
В 1946—1948 годы на участке угольного комплекса «Атамановский» проведена достоверная геологическая разведка. По её результатам, в 1950 году, институтом «Южгипрошахт» был выполнен проект строительства шахт Атамановского комплекса. На период сдачи шахты в эксплуатацию были пройдены и оснащены: Главный скиповой ствол, Клетевой ствол, ОКД гор. 238 м с камерами (водоотлива, гараж-зарядной, склад ВМ и др.), Северный квершлаг, Западный и восточный откаточные штреки, Западный бремсберг, вентиляционные выработки вентиляционного горизонта. Подготовлены три лавы: восточная и две западных № 1 и № 2 по пласту И-3-1. Проектная мощность шахты была установлена на уровне
300 тыс. тонн в год.
На день сдачи шахты в эксплуатацию были подготовлены 2 лавы: 1 и 2 западные лавы пл. И-3-1 и восточная лава пл. И-3-1.
В 1 и 2 западных лавах отбойка угля осуществлялась с помощью комбайна «Донбасс» с кольцевым баром и шириной захвата 1,8 м, транспортировка угля по лаве осуществлялась конвейерами СР-11, крепление производилось деревянными стойками под 2-метровый обапол.
Управление кровлей — частичная закладка, то есть по лаве выкладывались бутовые полосы, так как лава подрабатывала рельсовые пути железной дороги ст. Ново-Семейкино.
На восточном крыле — восточная лава пл. И-3-1, отбойка производилась с помощью ОМ. Крепление — деревом, три стойки под распил. Управление кровлей — плавное опускание на деревянных кострах.
На шахте было организовано 3 добычных участка, которые возглавили:
- участок № 1 — 2-я западная лава пл. И-3-1 — начальник участка Рязанцев И. Н.
- участок № 2 — 1-я западная лава пл. И-3-1 — начальник участка Семенюк Б. И.
- участок № 3 — восточная лава пл. И-3-1 — начальник участка Болотин П. П.
- отдел капитальных работ (участок ОКР)- начальник участка Иванов И. И.

участки вспомогательные, ВШТ (внутришахтного транспорта), участок ВТБ (вентиляция, техника безопасности). В 1960 году было пройдено более 11 км горных выработок, и такой объем проведения держится вплоть до 1965 года.

## Известные работники
- Дорошко, Михаил Константинович  — горнорабочий очистного забоя шахты, удостоен звания Герой Украины с вручением ордена Державы (2005) [2].